# إله الحرب 2
إله الحرب 2 (بالإنجليزية: God of War II)‏ هي لعبة ڤيديو حركية-مغامراتية هاك اند سلاش من تطوير إستوديو سانتا مونيكا ونشر شركة سوني للترفيه الحاسوبي. صدرت اللعبة لأول مرة على جهاز بلايستيشن 2 في 13 مارس 2007، هي الجزء الثاني في السلسلة، والسادس من حيث الترتيب الزمني، وهي تكملة للجزء السابق اله الحرب (2005). قصة اللعبة مبنية على الأساطير اليونانية وتدور أحداثها في اليونان القديمة، مع الانتقام كفكرة مركزية لها. شخصية اللاعب هو بطل القصة كريتوس، إله الحرب الجديد الذي قتل آريس والذي كان إله الحرب السابق. يتعرض كريتوس للخيانة من قبل زيوس، ملك الآلهة الأولمبية، الذي يجرد كريتوس من ألوهيته ويقتله. ثم يتم جره ببطء إلى العالم السفلي، ويتم إنقاذه بواسطة التايتن غايا، التي توجهه إلى العثور على أخوات القدر، حيث يمكنهم السماح له بالسفر عبر الزمن، وتجنب خيانته، والانتقام من زيوس.
أسلوب اللعب مشابه للجزء السابق. حيث يرتكزُ أُسلوب اللعب على القتال المُباشر المركب الحركات والأساليب، الذي يُنفذهُ اللاعب بالسلاح الأساسي، ألا وهو «نَصْلَي أثينا» (بالإنجليزية: Athena's Blades)، وأسلحة ثانوية يكتسبها اللاعب خلال إحدى مراحل اللُّعبة لاحقًا. تظهرُ في اللُّعبة أيضًا بضعة مشاهد وأحداث بالحركة البطيئة تتطلَّب من اللاعب أن يؤدّي حركاتٌ مُعيَّنةٌ باستخدام الحاكوم خلال سلسلةٍ وقتيَّة مُحددة كي يتمكّن من الانتصار على الأعداء الأشد قوَّةً والزعماء الذين يظهرون في أواخر المراحل. يُمكنُ للاعبُ أن يستعمل حتّى أربع هجماتٍ سحريَّةٍ ومقدرةٍ لتعزيز قوَّته كخياراتٍ قتاليَّة بديلة. كما تعرضُ اللُّعبة عدَّة أحاجي ليحُلَّها اللاعب ويتقدَّم في المراحل. وعددٌ من عناصر ألعاب المنصات (القفز وتخطي الحواجز والعوائق). بالمقارنة مع الجزء السابق، يتميز هذا الجزء بألغاز محسنة وأربعة أضعاف عدد الزعماء.
امتدح النُقَّاد اللُّعبة، واعتُبرت إحدى أفضل الألعاب على الإطلاق وحصلت على جائزة جولدن جويستيك لفئة "لعبة بلايستيشن لهذا العام" لعام 2007. في عام 2009، أدرجتها آي جي إن كثاني أفضل لعبة بلاي ستيشن 2 على الإطلاق، واعتبرها كل من آي جي إن وغيم سبوت «أغنية البجعة» لعصر البلايستيشن 2. في عام 2012، اختارت مجلة كومبلكس إله الحرب 2 أفضل لعبة بلاي ستيشن 2 على الإطلاق. بيع من هذه اللُّعبة أكثرُ من 4.2 مليون نسخة حول العالم بحلول يونيو 2012، لتحتل بذلك المركز السادس عشر في قائمة ألعاب الپلايستيشن 2 الأكثر مبيعًا في التاريخ.
تمت اعادة تصميم إله الحرب 2 جنبًا الى جنب مع إله الحرب (2005) وإصدارها في 17 نوفمبر 2009، كجزء من مجموعة إله الحرب على جهاز بلايستيشن 3. أُعيد نشرهُا مُجددًا في 28 أغسطس 2012، كجزء من ملحمة إله الحرب، وأيضًا لجهاز بلايستشين 3. وتضمنت هذه النسخة 5 أجزاء من السلسلة. نُشرت رواية ورقيَّة عن اللُّعبة خلال فبراير 2013. تم إصدار تتمتُها إله الحرب 3 في 16 مارس 2010.

## أسلوب اللعب
إلهُ الحَرب 2 هي لعبة أكشن-مغامرات تحتوي على عناصر تقطيع وذبح. وهي لُعبة انفراديَّة منظور شخص ثالث ذات منظور الكاميرا الثابتة (يُشاهدها اللاعب من خلف الشخصيَّة الأساسيَّة ويُتابعها خلال تحرُّكها)، يتحكَّمُ اللاعب خلالها بالشخصيَّة الرئيسيَّة، أي كريتوس، مُتخطيًا مراحلها عبر قتال الأعداء قتالًا مُباشرًا مُركب الحركات والأساليب (مزج بين عدَّة حركاتٍ قتاليَّة) وتخطّي المنصَّات والعوائق وحل الأحاجي. وتنبع قائمة الأعداء في المقام الأول من الكائنات الأُسطوريَّة الإغريقيَّة، بما فيها: الهَارْبيز، مينوطورات، غرغونات، وحوش الفتخاء، الصقاليب، سيربيروسات، سيرانات، السَّاطيرات والحوريات. تم إنشاء وحوش أخرى خصيصًا للعبة، بما في ذلك فيالق اللاموتى، الغربان، البرابرة اللاموتى، زعماء الوحوش، كلاب الصيد المسعورة، الخنازير البرية، وجيش القدر، الذي يشمل الحراس، الأوصياء، الطواغيت، ورؤساء الكهنة. تظهر العديد من الهجمات المركبة المستخدمة في الجزء السابق مرة أخرى في هذا الجزء، وتتميز اللعبة بأكثر من ضعف عدد معارك الزعماء وألغاز أكثر صعوبة من الجزء السابق. تتطلب عناصر النظام الأساسي من اللاعب تسلق الجدران والسلالم، والقفز عبر الفجوات، والتأرجح على الحبال، والتوازن عبر الجسور للمضي قدمًا عبر مراحل اللعبة. بعض الأحاجي بسيطة، مثل تحريك الصندوق بحيث يمكن للاعب استخدامه كنقطة انطلاق للوصول إلى مسار لا يمكن الوصول إليه بالقفز العادي، بينما البعض الآخر أكثر تعقيدًا، مثل العثور على عدة عناصر عبر مناطق مختلفة من اللعبة لفتح باب واحد.
بالإضافة إلى صناديق الصحة، السحر والخبرة الموجودة في جميع أنحاء عالم اللعبة، هناك ثلاثة صناديق إضافية يمكن العثور عليها. يوفر اثنان من هذه الصناديق زيادة لطول مقياس الصحَّة والسحر على التوالي، ويحتوي الصندوق الثالث على وفرة من البلورات الحمراء والذهبية. ويتم أيضًا إخفاء العديد من الجرار في اللعبة (على سبيل المثال، جرة غايا) والتي، عند الانتهاء من اللعبة، تفتح قدرات خاصة (على سبيل المثال، سحر غير محدود) لاستخدامها أثناء اللعب الإضافي.

### القتال
السِّلاحُ الرئيسيُّ الذي يستخدمه كريتوس نصلان مُقيَّدان بسلاسل معدنيَّةٍ مربوطةٍ حول معصمَي كريتوس وساعدَيْه. في هذا الجزء تُسمى «نصلي أثينا». يقوم اللَّاعب بأرجحة النصلين خلال اللعب في مُختلف الاتجاهات ضاربًا الأعداءَ باستخدام حركاتٍ مُختلفة. مع تقدم اللعبة، يكتسب كريتوس أسلحة جديدة - مطرقة البربري، ورمح القدر، وبشكل دوري، سيف أوليمبوس - مما يوفر خيارات قتالية بديلة. على الرغم من أن كريتوس يبدأ اللعبة باستخدام نصلي أثينا والقدرة السحرية غضب بوسايدون (كلاهما بأقصى قوة)، يتم لاحقًا تقليل قوة النصلين والتخلي عن السحر بعد مواجهة زيوس (يمكن استعادة قدرة غضب بوسايدون عن طريق الحصول على جرة معينة). كما هو الحال مع الأجزاء السابقة، يتعلم كريتوس استخدام ما يصل إلى أربع قدرات سحرية، مثل لعنة تايفون الذي يعمل بمثابة القوس والسهم للأهداف البعيدة، مما يمنحه مجموعة متنوعة من الطرق لمهاجمة وقتل الأعداء. تشمل القدرات السحرية الجديدة الأخرى غضب كرونوس، رأس اليوريال، وزلزال أطلس. تم استبدال القدرة الخاصة غضب الالهة التي ظهرت في الجزء السابق بـ غضب التايتنز؛ وعلى عكس الجزء السابق، لا يجب أن يكون مقياس الغضب - الذي يسمح باستخدام القدرة - ممتلئًا لاستخدام القدرة، حيث يمكن تشغيل القدرة وإيقافها حسب الرغبة.
يحتفظ كريتوس بـ «رُمح پوسيدون ثُلاثي الشعب»، الذي حصل عليه في الجزء السابق، ويكتسب تميمات جديدة؛ تميمة الأقدار، الصوف الذهبي، وأجنحة إيكاروس، كل منها مطلوب للتقدم خلال مراحل معينة من اللعبة. على سبيل المثال، تميمة الأقدار تبطئ الوقت، لكن هذا لا يؤثر على كريتوس بنفسه ويسمح بحل الألغاز التي لا يمكن تحقيقها في وقت اللعبة العادي. تميمة الأقدار لها استخدام محدود قبل أن تحتاج إلى إعادة الشحن (وهو ما يحدث تلقائيًا ويتم تمثيله بمقياس خاص بها). يعمل الصوف الذهبي على إبعاد مقذوفات العدو نحو الأعداء نفسهم (ويستخدم لحل بعض الألغاز). بينما تسمح أجنحة إيكاروس لكريتوس بالقفز عبر الفجوات الكبيرة التي لا يمكن عبورها بالقفز العادي.
يُطلق على قسمُ التحدّي، الخاص بهذا الجزء اسم تحدي العمالقة، وهو يتكوَّن من سبع مراحل تتطلَّب كُلُّ مرحلةٍ منها القيام بسلسلةٍ من الأعمال (على سبيل المثال، قتل جميع الأعداء دون التعرض للهجوم). حيث يمكن للاعب فتح أزياء إضافية لكريتوس، ومقاطع فيديو من وراء الكواليس، وفن تصور الشخصيات والبيئات، كمكافآت، بالإضافة إلى استخدام القدرات الموجودة في الجرار التي تم جمعها أثناء اللعب الأول. يؤدي إكمال كل مستوى صعوبة إلى فتح مكافآت إضافية، كما هو الحال مع جمع عشرين عينًا من الصقاليب. يسمح الوضع الجديد المسمى حلبة الاقدار للاعبين بتحديد مستويات الصعوبة واختيار خصومهم لتحسين مهاراتهم.

## ملخص اللعبة

### المواقع
مثل الجزء السابق، تجري أحداثُ هذا الجزء في نسخةٍ خياليَّةٍ من اليونان القديمة، التي تستوطنها الآلهة الأولمبية، الجبابرة، الأبطال وكائناتٌ أُخرى من الميثولوجيا الإغريقيَّة. باستثناء ذكريات الماضي، تدور الأحداث بين أحداث لعبتي إله الحرب: الخيانة (2007) وإله الحرب 3 (2010). يتم استكشاف العديد من المواقع خلال مراحل اللعبة، بما في ذلك بيئة عالم حقيقية في مدينة رودس القديمة، والعديد من المواقع الخيالية، بما في ذلك مشهد قصير في العالم السفلي، وعرين تايفون، وجزيرة الخلق ومواقعها، تارتاروس، ومشهد قصير على جبل أوليمبوس.
رودس، التي يهيمن على أفقها التمثال الضخم، تمثال عملاق رودس، هي مدينة مزقتها الحرب وتتعرض لهجوم من قبل كريتوس، إله الحرب، وجيشه الإسبارطي. اما عرين تايفون، فهو جبل مغطى بالثلوج ويسجن فيه الجبار تايفون وبروميثيوس، وهو مُخبأ في مكان غير معروف. اما جزيرة الخلق هي جزيرة واسعة تقع على حافة العالم وهي موطن لأخوات القدر. الجزيرة تستضيف العديد من الفخاخ المميتة، والأحاجي، والوحوش. على مشارف الجزيرة توجد خيول الزمن، وفي الجزيرة نفسها توجد معبدي لاخسيس وأتروبوس، ومستنقع المنسيين، الذي يخفي غرغونات اليوريال وهو أيضًا موقع معركة جاسون أحد أبطال مجموعة بحارو الأرجو الأخيرة. ما وراء المستنقع توجد الأراضي المنخفضة والفجوة الكبرى: هي فجوة ضخمة تسد الطريق إلى قصر الأقدار. في قاعدة الفجوة يوجد عالم تارتاروس - حيث يُسجن الجبار أطلس، المحكوم عليه بحمل العالم على كتفيه. ويمتلئ معبد الأقدار أيضًا بالفخاخ والوحوش، بينما تدور المعركة النهائية في اللعبة على جبل أوليمبوس، الذي يعد موطن الآلهة.

### الشخصيات
بطل اللعبة هو كريتوس (الممثل الصوتي تيرينس ك. كارسون) وهو محارب إسبارطي أصبح إله الحرب بعد أن قتل آريس. وتشمل الشخصيات الأخرى أثينا (كارول روجير)، ألهة الحكمة، زيوس (كوري بورتن) ملك الالهة والخصم الرئيسي في اللعبة. بالإضافة الى العديد من الجبابرة — بما في ذلك غايا (ليندا هانت)، أطلس (مايكل كلارك دانكن)، بروميثيوس (آلان أوبنهايمر)، تايفون (فريد تاتاسكيور)، وكرونوس (لويد شير) — والأبطال: ثيسيوس (بول إيدينج)، بيرسيوس (هاري هاملين)؛ إيكاروس المجنون (بوب جولز) ؛ غورغون يوريال (جينيفر مارتن) ؛ النسخة اللاميتة من الملك البربري (بوب جولز)؛ أخوات القدر - لاخيسيس (لي ألين بيكر)، أتروبوس (ديبي ماي ويست)، وكلوثو (سوزان سيلو). وشخصيات ثانوية تشمل قبطان القارب (كيث فيرجسون) الذي قتله كريتوس في الجزء الاول، الجندي الإسبارطي المخلص (جوش كيتون؛ يُلقب بالإسبارطي الأخير). تظهر ليساندرا، زوجة كريتوس، وابنتهما كاليوبي، والجبارة ريا في ذكريات الماضي. ويظهر أيضًا الآلهة هاديس وبوسايدون في ذكريات الماضي عن الحرب العظمى، وكذلك في المشهد الأخير جنبًا إلى جنب مع زيوس، هيليوس، وهيرميس على جبل أوليمبوس.

### القصة
كريتوس، الذي اصبح إله الحرب الجديد بعد موت آريس، لا يزال تطارده كوابيس ماضيه وتتجنبه الآلهة الأخرى بسبب طرقه المدمرة. متجاهلاً تحذيرات أثينا، ينضم كريتوس إلى الجيش الإسبارطي في هجوم على مدينة رودس، وفي هذه الأثناء يستنزف نسر عملاق، والذي أعتقد كريتوس أن النسر هو أثينا، فجأة جزءًا كبيرًا من قوة كريتوس ويستخدمها لتحريك تمثال رودس العملاق. وأثناء قتاله مع التمثال، يقدم زيوس لكريتوس سيف أوليمبوس، وهو سيف عظيم صاغه زيوس بنفسه واستخدمه لإنهاء الحرب العظمى، مما تطلب من كريتوس أن يملأ النصل بما تبقى من قوته الإلهية. على الرغم من كونه أصبح بشرًا مرة أخرى، إلا أن كريتوس هزم التمثال العملاق لكنه أصيب بجروح قاتلة. بعدها يكشف النسر عن هويته على أنه زيوس طوال الوقت، والذي يقول إنه اضطر للتدخل لأن أثينا رفضت القيام بذلك. ثم يمنح زيوس كريتوس فرصة أخيرة ليكون مطيعًا للآلهة، لكن كريتوس يرفض. غاضبًا من تحدي كريتوس له، يقتل زيوس كريتوس بالنصل ويدمر الجيش الإسبارطي.
يتم سحب كريتوس ببطء إلى العالم السفلي، ولكن يتم إنقاذه بواسطة التايتن غايا. أخبرت غايا كريتوس أنها قامت ذات مرة بتربية زيوس الصغير، الذي خان الجبابرة في النهاية انتقامًا للقسوة التي ألحقها كرونوس، والده، بإخوته. ثم تطلب من كريتوس العثور على أخوات القدر، اللاتي يمكنهن تغيير الوقت، ومنع وفاته، والسماح له بالانتقام من زيوس. بمساعدة الحصان الأسطوري بيغاسوس، يجد كريتوس مخبأ تايفون شقيق غايا. تايفون مسجون تحت جبل، يغضب من اقتحام كريتوس لمكانه ويوقع الحصان ويحبسه تحت يده، مما يجبر كريتوس على استكشاف المكان سيرًا على الأقدام. يلتقي كريتوس بالعملاق بروميثيوس، الذي تم تقييده بالسلاسل في شكل انسان بشري وتم تعذيبه بناءً على توجيهات زيوس بسبب إشعال النار للبشرية. يتوسل بروميثيوس ليتحرر من عذابه، لذلك يواجه كريتوس تايفون لسرقة قوسه السحري. ثم يعمي كريتوس العملاق الضخم بالقوس وذلك للهروب ثم استخدمه لتحرير بروميثيوس من السلاسل، الذي يقع بعدها في نار أوليمبوس ويموت، ليتخلص أخيرًا من عذابه الأبدي. تطلق التضحية ببروميثوس قوة العمالقة التي يمتصها كريتوس، ويستخدمها لتحرير الحصان الاسطوري بيغاسوس ومن ثم الطيران إلى جزيرة الخلق.
قبل وصوله إلى الجزيرة مباشرة، يقاتل كريتوس ويقتل ثيسيوس لإيقاظ خيول الزمن الحجرية العملاقة - وهن هدية لأخوات القدر من العملاق كرونوس في محاولة لتغيير مصيره - مما يمنح كريتوس الوصول إلى الجزيرة. هناك، يواجه كريتوس العديد من الأعداء ويهزمهم كلهم، بعضهم يبحث أيضًا عن أخوات القدر، بما في ذلك نسخة ميتة حية من عدوه القديم الملك البربري، غورغون يوريال، بيرسيوس، وإيكاروس المختل. الذي يرمي نفسه مع كريتوس في تارتاروس. بعد هزيمة إيكاروس وتمزيق جناحيه ليأخذهم لنفسه، يواجه كريتوس في النهاية العملاق المسجون أطلس، الذي كان مستاءً في البداية من كريتوس بسبب مأزقه الحالي. بعد أن أوضح كريتوس نيته، كشف أطلس أن غايا والعملاقين الآخرين يسعون أيضًا للانتقام من زيوس لهزيمتهم في الحرب العظمى. يكشف أطلس أيضًا أن نصل أوليمبوس هو المفتاح لهزيمة زيوس ويساعد كريتوس في الوصول إلى قصر الأقدار.
بعد الهروب من الفخاخ وهزيمة المزيد من الأعداء، يواجه كريتوس عدوًا غير مرئي، يتم الكشف عن أنه جندي إسبارطي مخلص يبحث أيضًا عن الأخوات. قبل أن يموت، يخبر الجندي كريتوس أن زيوس قد دمر سبارتا في غياب كريتوس. ممتلئ بالغضب، يهزم كريتوس الكراكن ويحرر طائر الفينيق، ويركب المخلوق إلى معقل الأخوات حيث يواجه اثنين منهن، لاخيسيس وأتروبوس. بعد أن رفضوا طلبه بتغيير الوقت، يقاتلهم كريتوس. وخلال ذلك، تحاول الأخوات تغيير نتيجة معركة كريتوس مع آريس التي حدثت في الجزء السابق، لكن كريتوس يقتلهما معًا، ثم يذهب لمواجهة الأخت المتبقية، كلوثو. يقتلها كريتوس باستخدام أفخاخها الخاصة، ويكتسب نَوْل القدر لكي يستطيع العودة إلى النقطة التي خانه فيها زيوس.
يفاجئ كريتوس زيوس، ويستولي على نصل أوليمبوس، ويهزمه في النهاية. تتدخل أثينا وتناشد كراتوس أن يتوقف، لأنه بقتل زيوس ستتدمر أوليمبوس. يتجاهلها كريتوس ويحاول قتل زيوس، لكن أثينا تضحي بنفسها عن طريق وضع نفسها أمام النصل، مما يسمح لزيوس بالهروب. قبل أن تموت، تكشف أثينا أن كريتوس هو في الواقع ابن زيوس. وأن زيوس كان خائفًا من أن يطيح كريتوس به، تمامًا كما أطاح زيوس والده كرونوس. يعلن كريتوس أن حكم الآلهة قد انتهى، ثم يسافر عبر الزمن وينقذ العمالقة قبل هزيمتهم في الحرب العظمى. ويعود مع الجبابرة إلى الحاضر، وتشاهد الآلهة أعدائهم السابقين وهم يتسلقون جبل أوليمبوس. ويعلن كريتوس، الذي يقف على ظهر غايا، أنه سيكون سببًا في تدمير أوليمبوس.

## التقييم العمري
لقد أخذت اللعبة التقييم العمري M أي ما فوق 18 سنة ولقد استحقت فعلا هذا التقييم وذلك لما احتوته اللعبة على سفك دماء بشكل كبير منذ بداية اللعبة وحتى نهايتها أي أن عامل الأكشن بها كبير،
تتميز اللعبة بطرق قتل متنوعة ككسر للعظام...الخ وهي عبارة على لعبة صغيرة يقووم بها اللاعب للقضاء على الاعداء وهذا ما يميز سلسلة غود اوف وار

## المؤثرات البصرية والرسوم
تميزت اللعبة عن الجزء الأول بحدة الرسومات، وادخال حركات جديدة أضافت قيمة أكبر للعبة، بالإضافة إلى إضافة الكثير من الملابس الاضافية التي يستطيع اللاعب الحصول عليها عند انهاء مراحل معينة وبمستوى صعوبات مختلفة.كما أن المؤثرات السمعية رائعة جدا.

## روابط خارجية
- إله الحرب 2 على موقع IMDb (الإنجليزية)

### الملاحظات
1. ↑  كما حصل في الجزء السابق
2. ↑  كما حصل في إله الحرب: سلاسل أوليمبوس.
3. ↑  المؤدية الى أحداث إله الحرب 3.